# Магистрат
Магистратът (на латински: magistratus – началство) е длъжностно лице в Древен Рим и в съвременното правораздаване.

## Класическо и съвременно понятие
В Древния Рим с магистрат се обозначава:
1. държавната длъжност;
2. лицата, които я заемат.

Той е член на съсловния орган на градското управление в Древен Рим, наречен магистратура.
В класическото си разбиране магистратурата включва съсловието на магистратите в Древен Рим. Магистратурата е основен институт на римската държавност, определил възникването, утвърждаването и просъществуването на римската цивилизация през античността, а и в наши дни. Римските магистрати и магистратура са стожер на властта, както и гарант, обезпечаващ нормалното функциониране на правовия ред, вътрешната и външна сигурност на Рим (включително и най-вече посредством магистратските длъжности и магистратура в римската армия).
Съвременното понятие за магистратура се различава от класическото. С въвеждане принципа на конституционализма в съвременните правни системи чрез правната доктрина за разделението на властите на законодателна, изпълнителна и съдебна, с термините магистрат и магистратура се обозначават съответно лицата, облечени в съдебна власт, които осъществяват правосъдието, както и съвкупността от правораздавателни органи, ведно със системата за правораздаване.

## Древен Рим

### Народна власт
В Древен Рим, поне през републиканския му период, се е приемало, че изборът и властта на магистратите, както и самото съществуване на института на магистратурата, са неотменими като блюстители, съблюдаващи властта на народа.
Според римското право магистратът е лице заемащо изборна държавна длъжност и като такъв магистратът и магистратурата заместват в масовото съзнание фикцията за държава и държавност. Властта на магистратите според римското право е неограничена. По време на мандата им магистратите може да бъдат подвеждани под съдебна отговорност само в изключителни случаи.

### Суверенитет
Магистратът олицетворява, осъществява и упражнява чрез властническите си правомощия народния суверенитет, т.к. се приема като фикция, че той му делегиран с избора му от народа.
За плебса магистрата е висш съдник, но за разлика от министъра (лат. minister), той не е слуга на народа и е независим при изпълнение на служебните си задължения, т.е. при прилагането на закона. Ненадлежното изпълнение на магистратските задължения в Древен Рим не е скрепено с някакви санкции и отговорности с изключение на моралното порицание.

### Гаранции срещу злоупотреба
Гаранциите срещу злоупотреба с власт и права от страна на магистратите в Древен Рим са:
а) отчет пред народа за всички нарушения на закона и опущения, от които за държавата може да настъпят вреди (след края на мандата);
б) право на намеса на магистрат в действието/ята на друг магистрат (intercessio paris potestatis);
в) стабилност и авторитет на обществените обичаи;
Магистратите се избират от народа в Древния Рим. Кандидатите за магистрати е следвало:
а) да се ползват с пълен обем от права, т.е. с всички граждански права без изключение (да не са ограничени в правата си римски граждани);
б) да се достигнали определена изискуема се за осъществяване на избора им възраст;
в) да се явят на комиции в лично качество.

### Магистратска служба
Изпълнението на магистратската служба в Древен Рим (officium) е въпрос на чест. Магистратите са избирани благодарение на безспорната си публична репутация и престиж, като за осъществяване на правомощията си не получават възнаграждение, т.е. служат безвъзмездно на каузата на Рим. Магистратската длъжност е почетна и изпълнението на службата освен въпрос на чест е и осъзната обществена необходимост. Отказът от изпълнение на магистратски задължения е бил възможен единствено по причини от юридическо естество.

### Видове магистрати
Магистратските длъжности се попълват в определен порядък (обичайно: квестор; народен трибун (факултативно); курулен едил; претор; консул; цензор). За да може някой да бъде избран повторно за магистрат, е следвало да не е заемал обществени длъжности определен брой години преди това.
По отношение на правомощията си магистратите се делят на висши и нисши (magistratus majores и magistratus minores). Първите, т.е. консулите, преторите, цензурите, диктатора и длъжността на magister equitum се избират като центуриатни, а вторите – едилите, квесторите, народните трибуни, нисшите съдебни и полицейски длъжности – от трибутните комиции.
По естество на осъществяваната власт и правомощия магистратите се делят на обикновени или ординарни (лат. ordinarii) и чрезвичайни или извънредни (лат. extraordinarii). Чрезвичайни магистрати се избират в изключителни и особено важни случаи, като към тези магистрати се отнасят длъжностите диктатор, magister equitum, interrex, градски префект (в републиканския период), децемвир по законодателството, триумвир.
Курулните магистрати (лат. curules) са онези, които имат право на курулски стол – консули, претори, курулни едили, диктатори, magister equitum. Плебейски магистрати са наричани народните трибуни и плебейските едили, а висшите магистрати се назовавали патрициански, въпреки че в определено време достъп до тях имат и плебеите.

### Правомощия
В правомощията на висшите магистрати, в т.ч. трибуни, квестори, едили, са:
1. свикване на Народното събрание;
2. издаване на едикти (укази) и декрети (постановления) по въпроси от тяхната компетентност;
3. внасяне на предложения в Сената;
4. налагане на глоби;
5. организация на ауспиции на авгурите.

Висшите магистрати също така имат военна и юрисдикционна власт – право да свикват Сената и комициите, както и да налагат властта си над по-нисшите магистрати.

### Символ на властта на магистратите
Символът на властта на магистратите в Древен Рим са фасциите, т.е. в преносен смисъл и жаргонно изразът „да изядеш дървото“ значи „да получиш правосъдие“.